# Gare de Hayashisaki-Matsuekaigan
La gare de Hayashisaki-Matsuekaigan (林崎松江海岸駅, Hayashisaki-Matsuekaigan-eki) est une gare ferroviaire localisée dans la ville d'Akashi, dans la préfecture de Hyōgo au Japon. La gare est exploitée par la compagnie Sanyo Electric Railway, sur la ligne principale Sanyo Electric Railway. Le numéro de la gare est SY 19.

## Situation ferroviaire
Établie à 16 mètres d'altitude, la gare de Hayashisaki-Matsuekaigan est située au point kilométrique (PK) 18.4 de la ligne principale Sanyo Electric Railway.

## Histoire
C'est le 3 mai 1941 que la gare est inaugurée sous le nom de Dentetsu Hayashisaki. C'est en 1991 que la gare prend son nom actuel.
En 2013, la fréquentation journalière de la gare était de  2 685 personnes.
| 2010  | 2011  | 2012  | 2013  |
| 2 611 | 2 603 | 2 562 | 2 685 |

## Service des voyageurs

### Accueil
La gare est une halte sans service et sans personnel.

### Desserte
La gare de Hayashisaki-Matsuekaigan est une gare disposant de deux quais et de deux voies.
| N° de voie | Ligne | Direction       |
| ---------- | ----- | --------------- |
| Côté sud   | Sanyō | Himeji - Aboshi |
| Côté nord  | Sanyō | Kōbe - Ōsaka    |

Installations et desserte
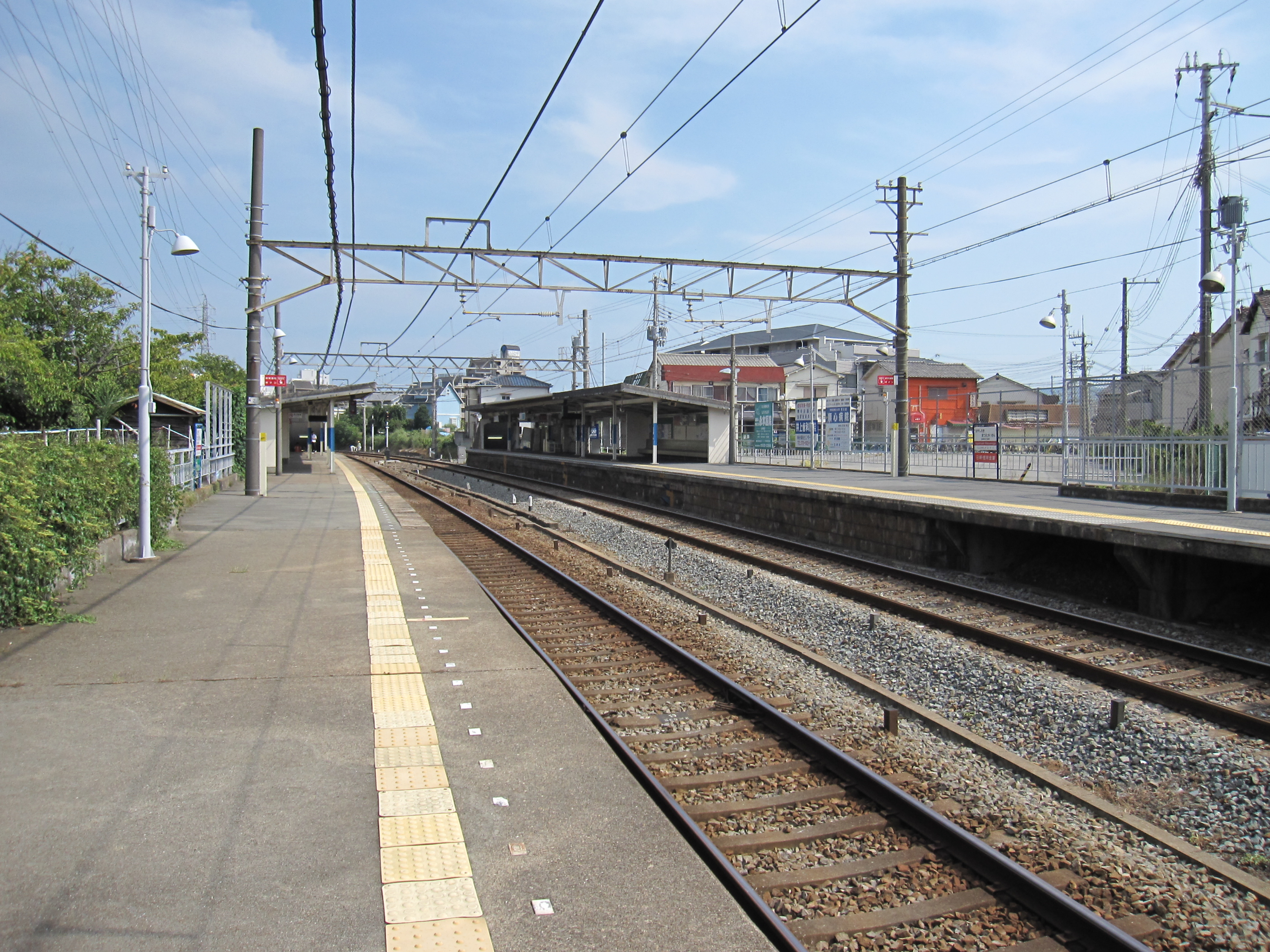
Voies et quais.
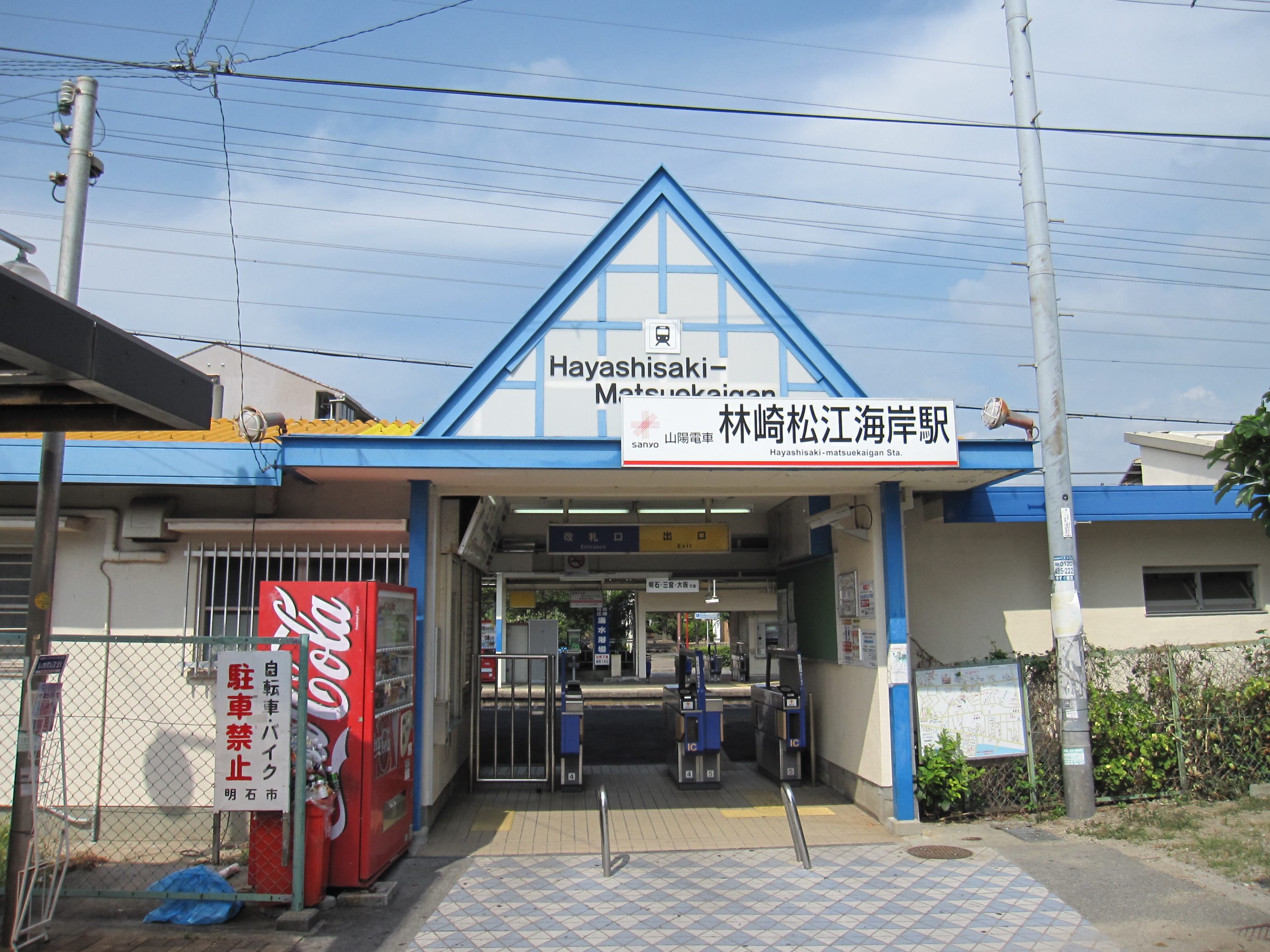
entrée sud de la gare.

### Intermodalité

#### Bus
Des bus de la compagnie Shinki Bus desservent la gare.

### Site d’intérêt
- Le sanctuaire shinto Hayasi-jinja
- Les temples Seijō-tera, Senshū-ji et Jōrenji